# 朽木貞綱
朽木 貞綱（くつき さだつな）は、戦国時代の武将。

## 経歴
室町幕府奉公衆。父の跡をついで近江高島郡朽木荘を知行した。幕府の信任を得、足利義尚供菜料所を預けられた。室の兄で失脚した万里小路春房と幕府の重鎮であった伊勢貞親を匿っている。